# Municipio de Empire (Minnesota)
El municipio de Empire (en inglés: Empire Township) es un municipio ubicado en el condado de Dakota en el estado estadounidense de Minnesota. En el año 2010 tenía una población de 2444 habitantes y una densidad poblacional de 29,9 personas por km².

## Geografía
El municipio de Empire se encuentra ubicado en las coordenadas 44°40′48″N 93°5′32″O / 44.68000, -93.09222. Según la Oficina del Censo de los Estados Unidos, el municipio tiene una superficie total de 81.74 km², de la cual 81,36 km² corresponden a tierra firme y (0,47 %) 0,38 km² es agua.

## Demografía
Según el censo de 2010, había 2444 personas residiendo en el municipio de Empire. La densidad de población era de 29,9 hab./km². De los 2444 habitantes, el municipio de Empire estaba compuesto por el 94,52 % blancos, el 1,15 % eran afroamericanos, el 0,16 % eran amerindios, el 2,29 % eran asiáticos, el 0,41 % eran de otras razas y el 1,47 % eran de una mezcla de razas. Del total de la población el 1,55 % eran hispanos o latinos de cualquier raza.